# Kallmur

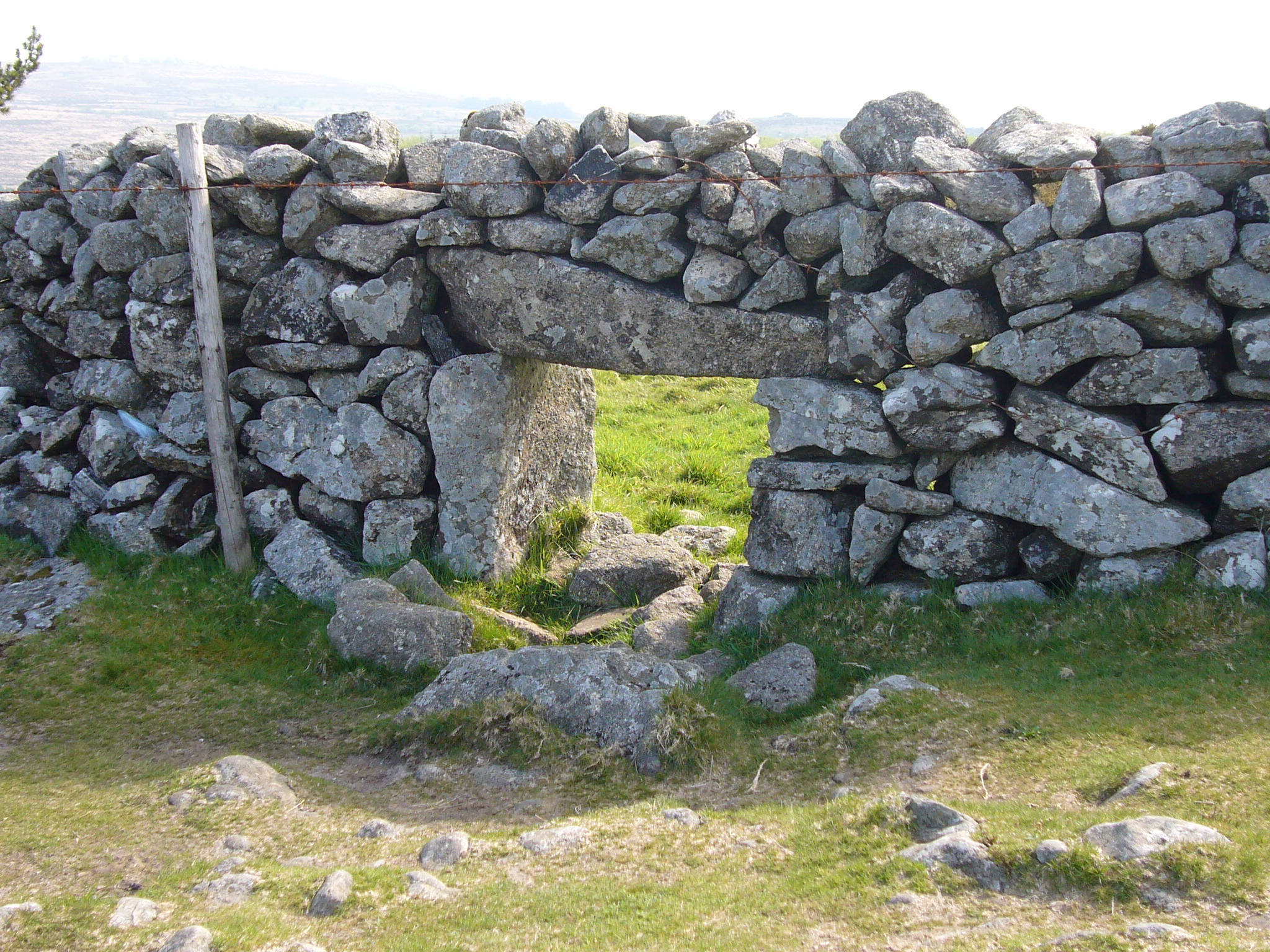
Före detta fårstall i England byggt av kallmur.

En kallmur är en mur som uppförts utan murbruk eller annat bindemedel.
Förleden "kall" syftar på att muren förblir kall när den byggs, i motsats till en mur som uppförs med hjälp av murbruk där murbruket blir varmt när det binder. På andra språk används förleden "torr" (dry..., trocken...).
Under benämningen stengärde (eller stengärdsgård) är kallmurar av sten vanliga i södra Sveriges jordbrukslandskap. De används för att hägna in djur och markera tomtgränser. Ofta användes röjningssten från åkrarna. Det har även hittats runstenar som byggmaterial, till exempel Källstorpstenen och Bjäresjöstenen 2.

## Enkla eller dubbla
En stengärdsgård kan vara enkel eller dubbel. Den dubbla, betydligt bredare varianten dök upp i Sverige först under 1800-talet.

## Bildgalleri

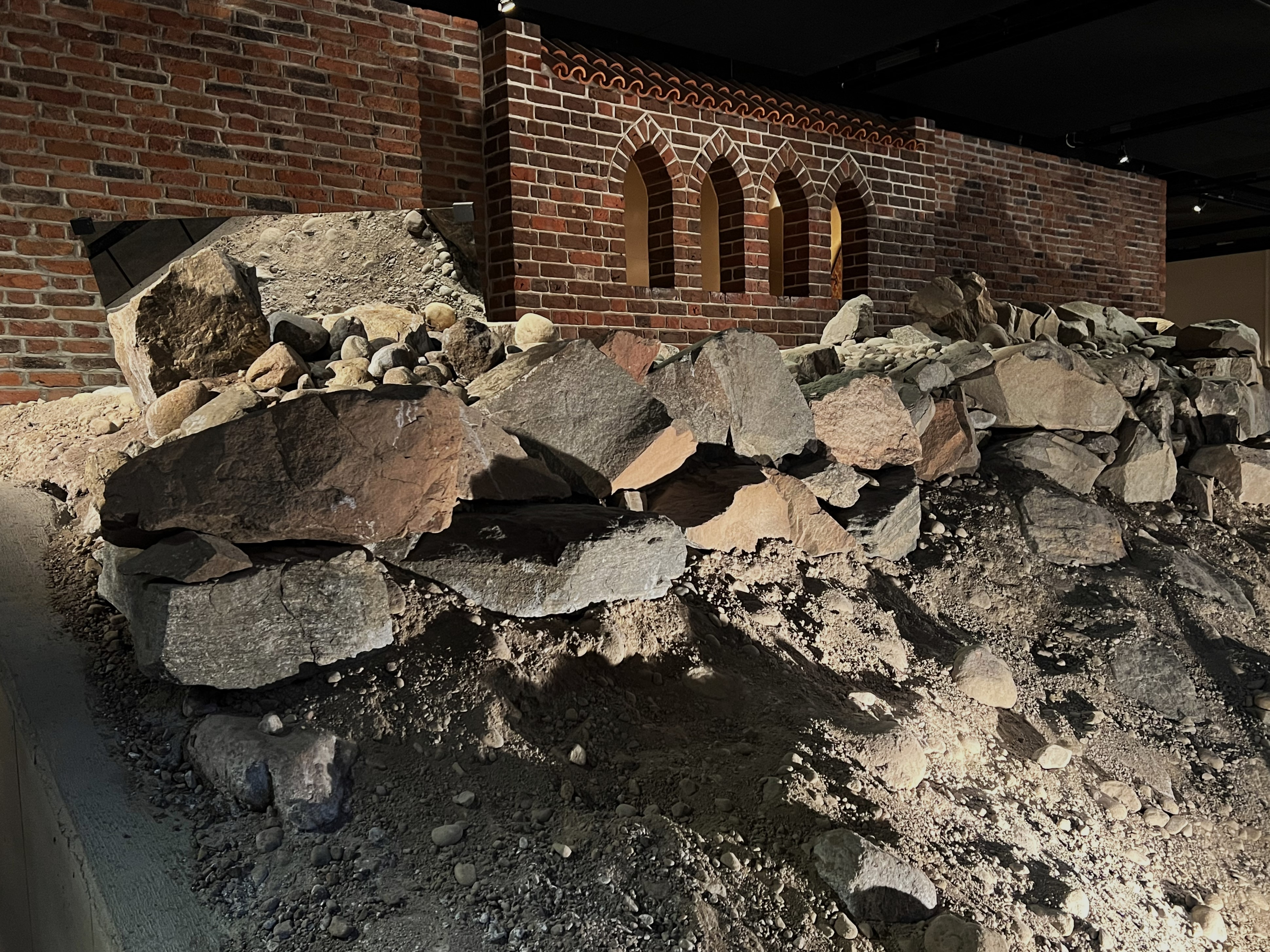
Kallmur på fornminnet Helgeandshusets kyrkogård i Medeltidsmuseet under Norrbro på Helgeandsholmen i Stockholm, 2023
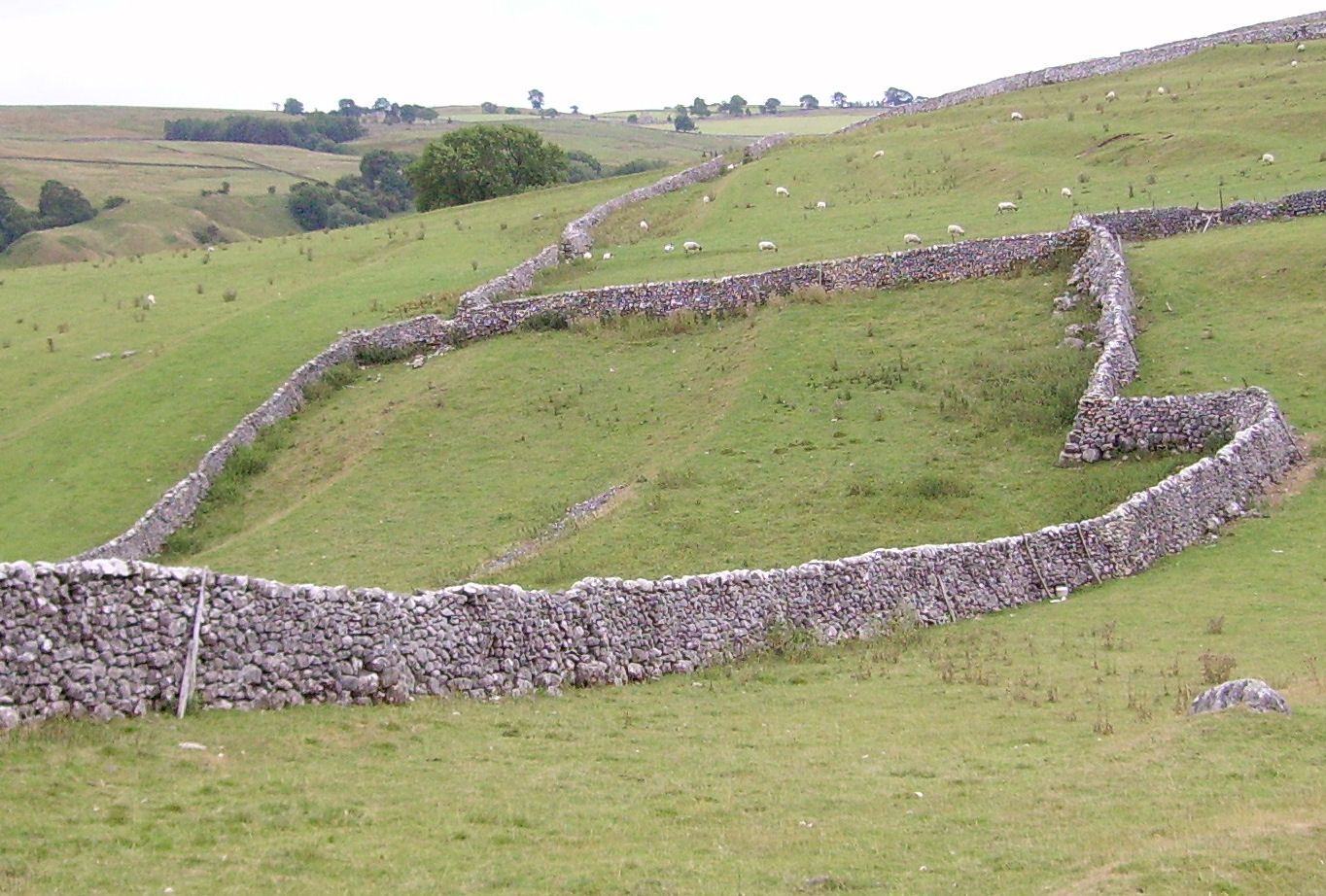
Kallmur i North Yorkshire, Storbritannien
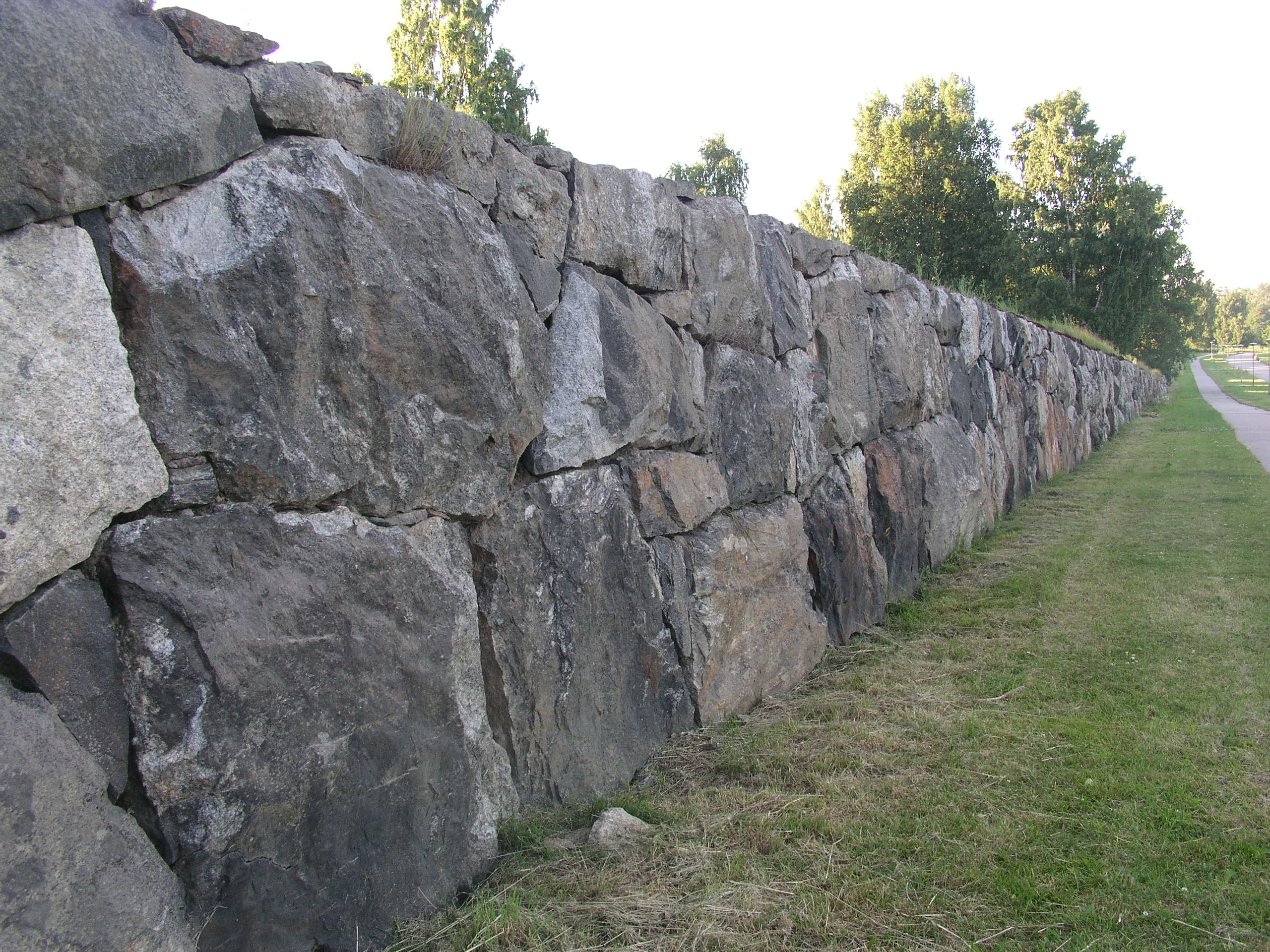
Kallmur på Skogskyrkogården, Stockholm
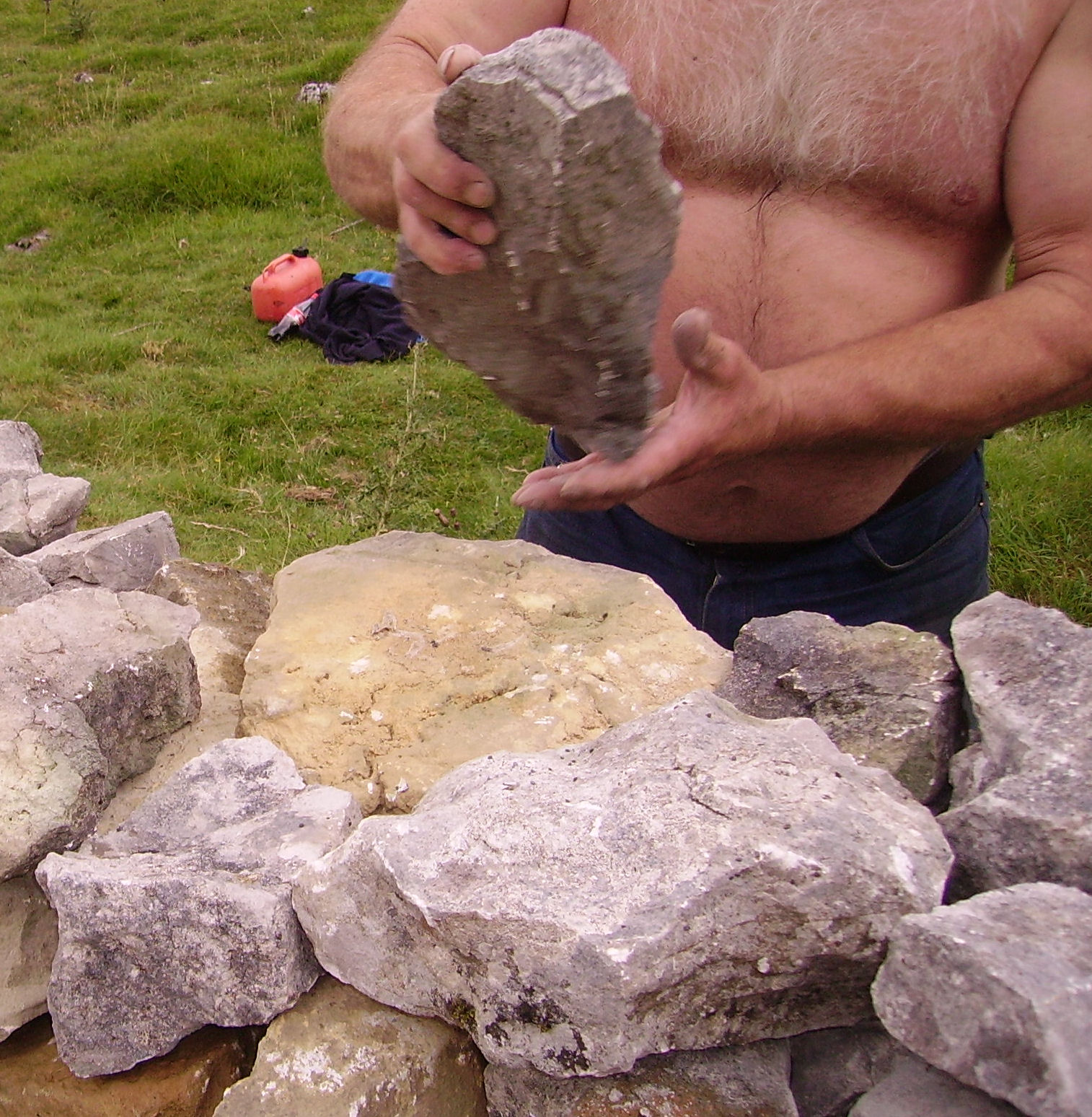
Kallmursbyggare
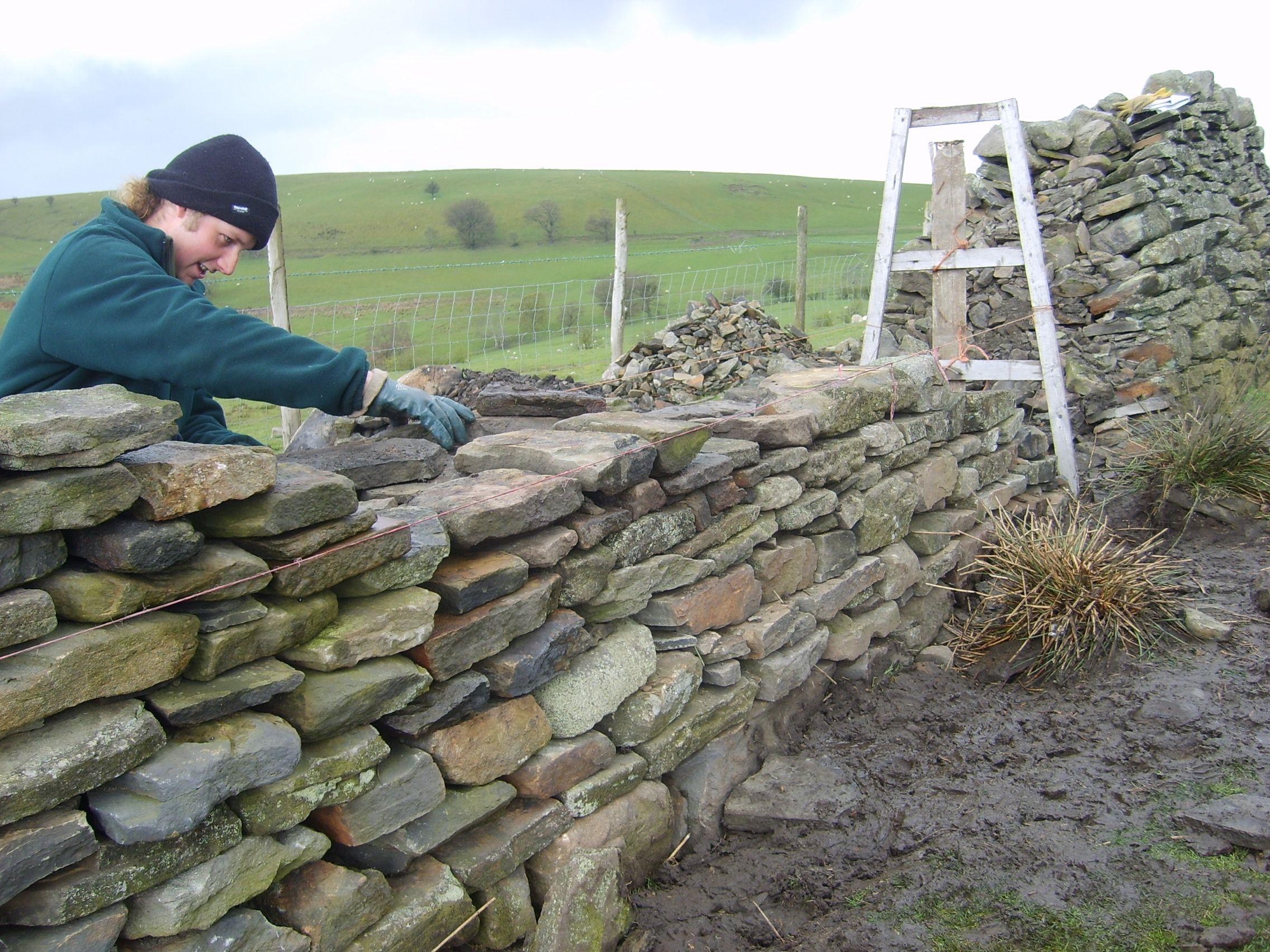
Kallmur under uppförande i South Wales
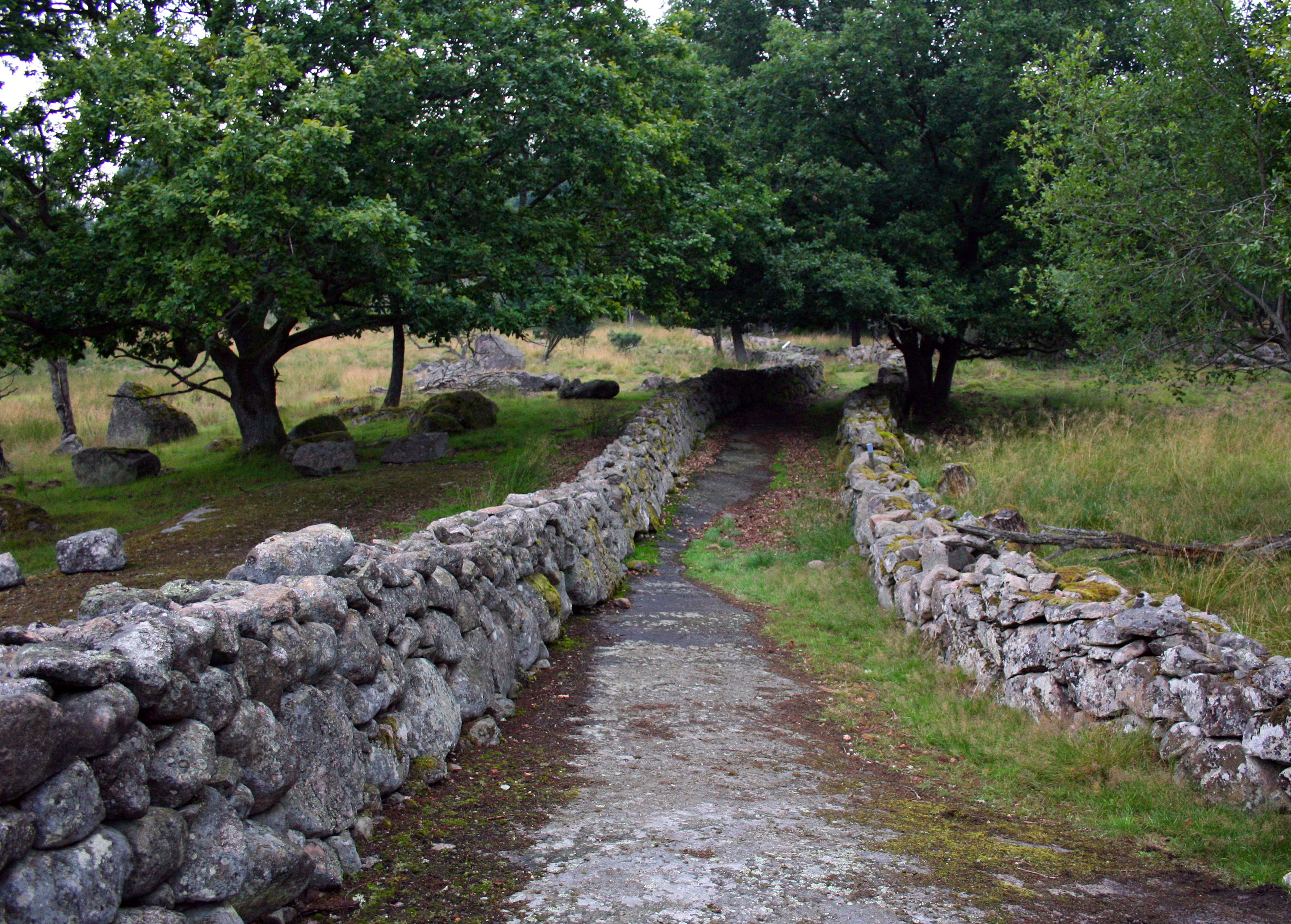
Stengärden i Blekinge